# Joël Robuchon
Joël Robuchon (Poitiers, 1945. április 7. – Genf, Svájc, 2018. augusztus 6.) francia szakács, szakácskönyvíró, étteremtulajdonos.

## Életútja
1945. április 7-én Poitiersben született egy négy gyermekes családba. Apja kőműves volt. 1960-ban, 15 éves korában szakácstanuló lett a Poitiers-i szállodában, ahol cukrászként kezdte a pályafutását. 21 éves korában gyakornokként csatlakozott a Compagnons du Tour de France-hoz, amely lehetővé tette, hogy az egész országot beutazva megismerjen helyi módszereket. 29 éves korában kinevezték a Concorde La Fayette főszakácsának, ahol kilencven szakács munkájáért felelt. 1976-ban megnyerte a Meilleur Ouvrier de France-t. A párizsi Nikko Hotels vezető séfjeként két Michelin-csillagot szerzett.
1981-ben megnyitotta saját éttermét, a Jamin-t, amely három év alatt megszerezte a három
Michelin-csillagot. 1984-ben az International Herald Tribune a Jamint a “Legjobb étterem a világon“-nak nevezte. 1987 és 1990 között a francia televízióban rendszeres főzőműsorai lettek.
1989-ben a Gault Millau gasztronómiai kalauz az „Évszázad séfje”-nek választotta. Számos híres séfet tanított, köztük Gordon Ramsay-t, Eric Ripert-et és Michael Caines-t.
1995-ben, látva, hogy sok barátja meghalt a stressz miatt szívrohamban, Robuchon 50 éves korában visszavonult, de később visszatért, és több éttermet is nyitott, amelyek nevét viselték világszerte. 1996 és 1999 között a Cuisinez comme un grand chef házigazdája volt a TF1-n, majd 2000-ben a Bon appétit bien sûrnak a France 3-n. Éttermeivel összesen 32 Michelin-csillagot gyűjtött össze, amivel ő szerezte a legtöbbet a világon.
2018. augusztus 6-án 73 éves korában egy évnyi küzdelem után hasnyálmirigy rák következtében hunyt el.

## Éttermei
- Európa
  - Bordeaux – La Grande Maison de Joël Robuchon
  - London – L'Atelier de Joël Robuchon (1 Michelin-csillag), La Cuisine de Joël Robuchon (1 Michelin-csillag)
  - Monaco – Restaurant de Joël Robuchon (2 Michelin-csillag), Yoshi (1 Michelin-csillag)
  - Párizs – L'Atelier de Joël Robuchon (2 Michelin-csillag), La Table de Joël Robuchon (2 Michelin-csillag)
- Ázsia
  - Bangkok – L'Atelier de Joël Robuchon (1 Michelin-csillag)
  - Hongkong – L'Atelier de Joël Robuchon (3 Michelin-csillag), Salon de Thé de Joël Robuchon
  - Makaó – Robuchon au Dôme (3 Michelin-csillag)
  - Sanghaj – L'Atelier de Joël Robuchon (2 Michelin-csillag), Salon de Thé de Joël Robuchon
  - Szingapúr – L'Atelier de Joël Robuchon (2 Michelin-csillag), Restaurant de Joël Robuchon (3 Michelin-csillag)
  - Tajpej – L'Atelier de Joël Robuchon (1 Michelin-csillag), Salon de Thé de Joël Robuchon
  - Tokió – L'Atelier de Joël Robuchon (2 Michelin-csillag), La Table de Joël Robuchon (2 Michelin-csillag), Le Chateau de Joël Robuchon (3 Michelin-csillag)
- Észak-Amerika
  - Las Vegas – L'Atelier de Joël Robuchon (1 Michelin-csillag), Joël Robuchon (3 Michelin-csillag)
  - Miami – L'Atelier de Joël Robuchon
  - Montréal – L'Atelier de Joël Robuchon
  - New York – L'Atelier de Joël Robuchon, Le Grill de Joël Robuchon

Éttermei közül néhány
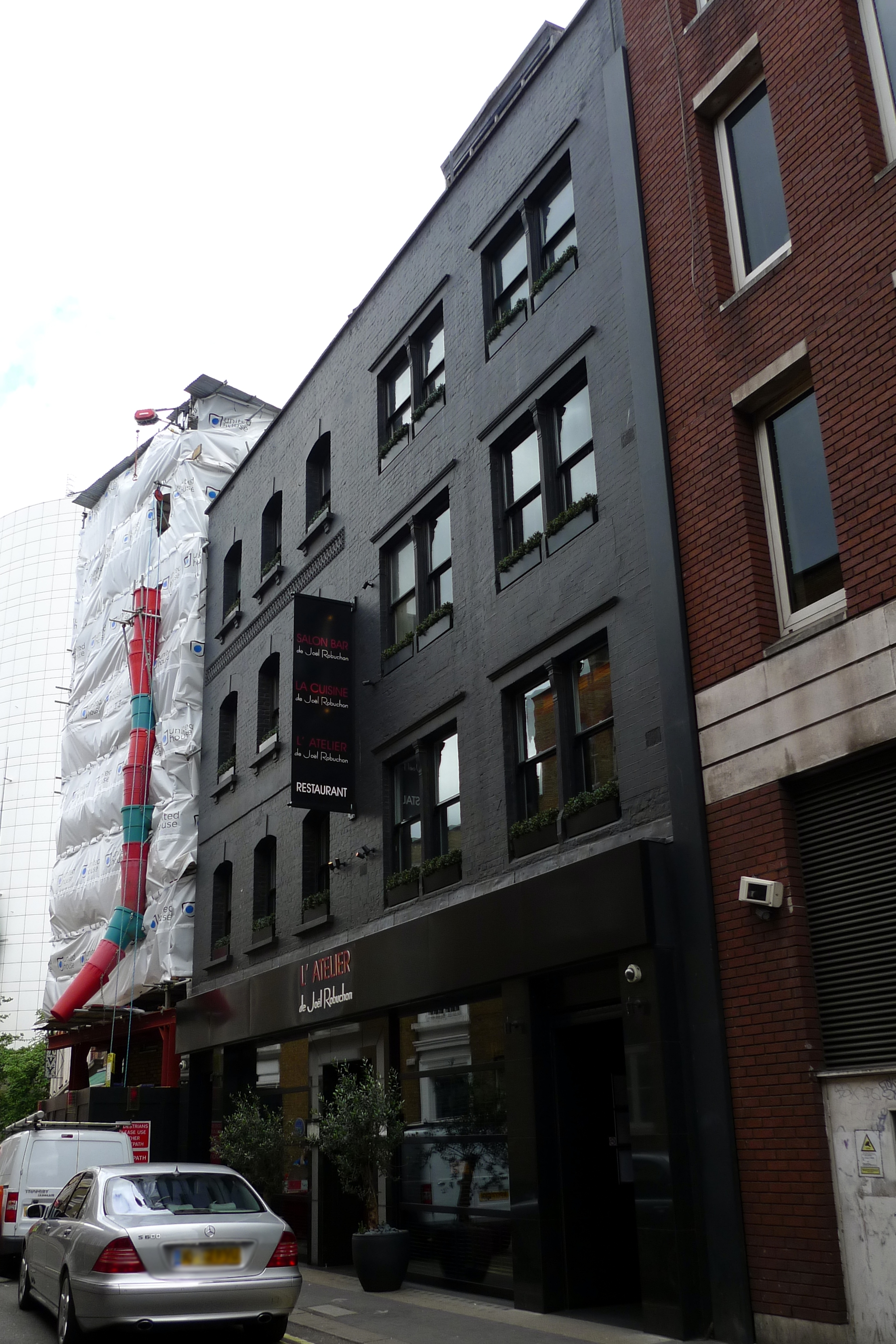
London, Covent Garden
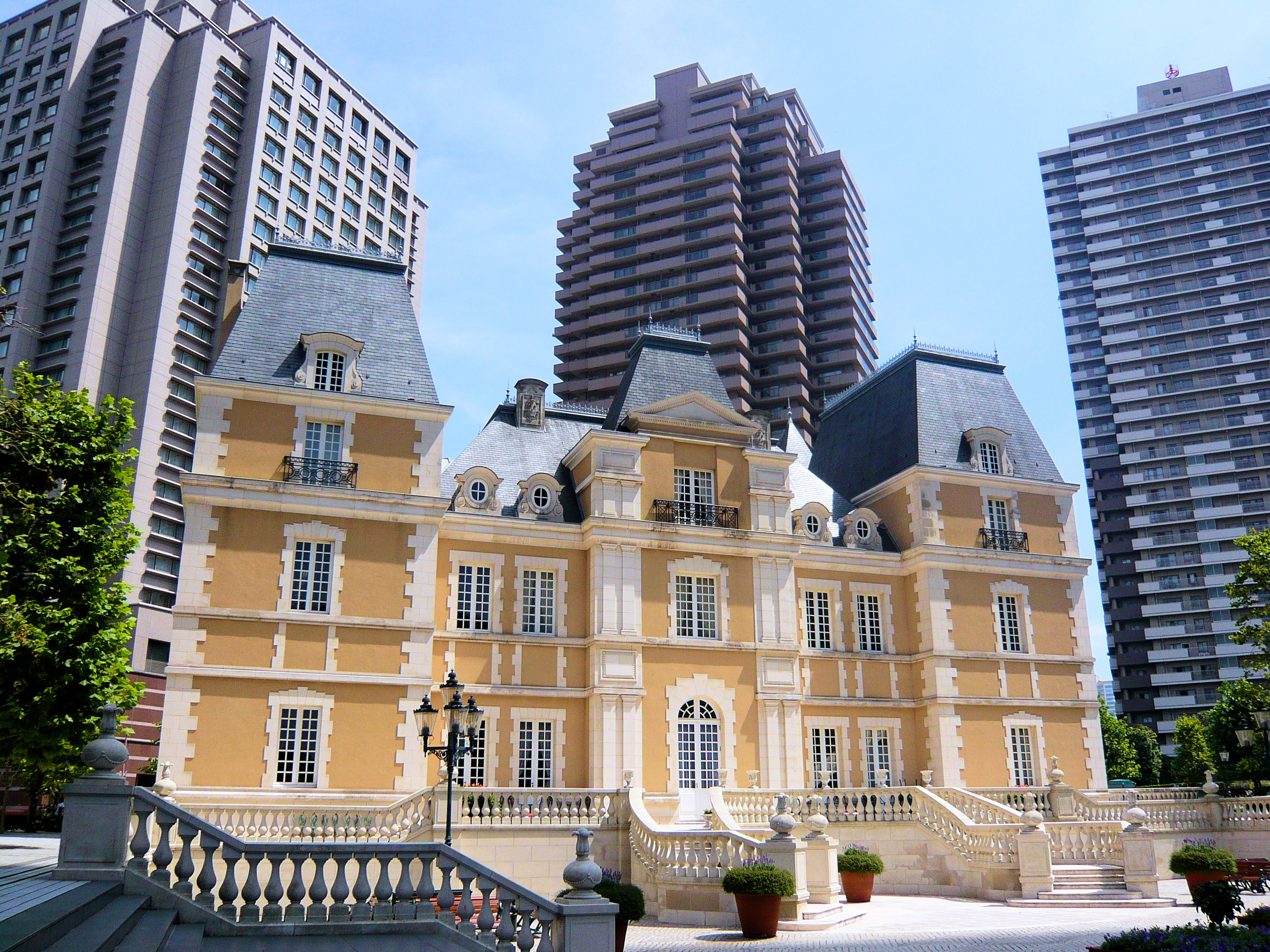
Tokió, Le Chateau étterem
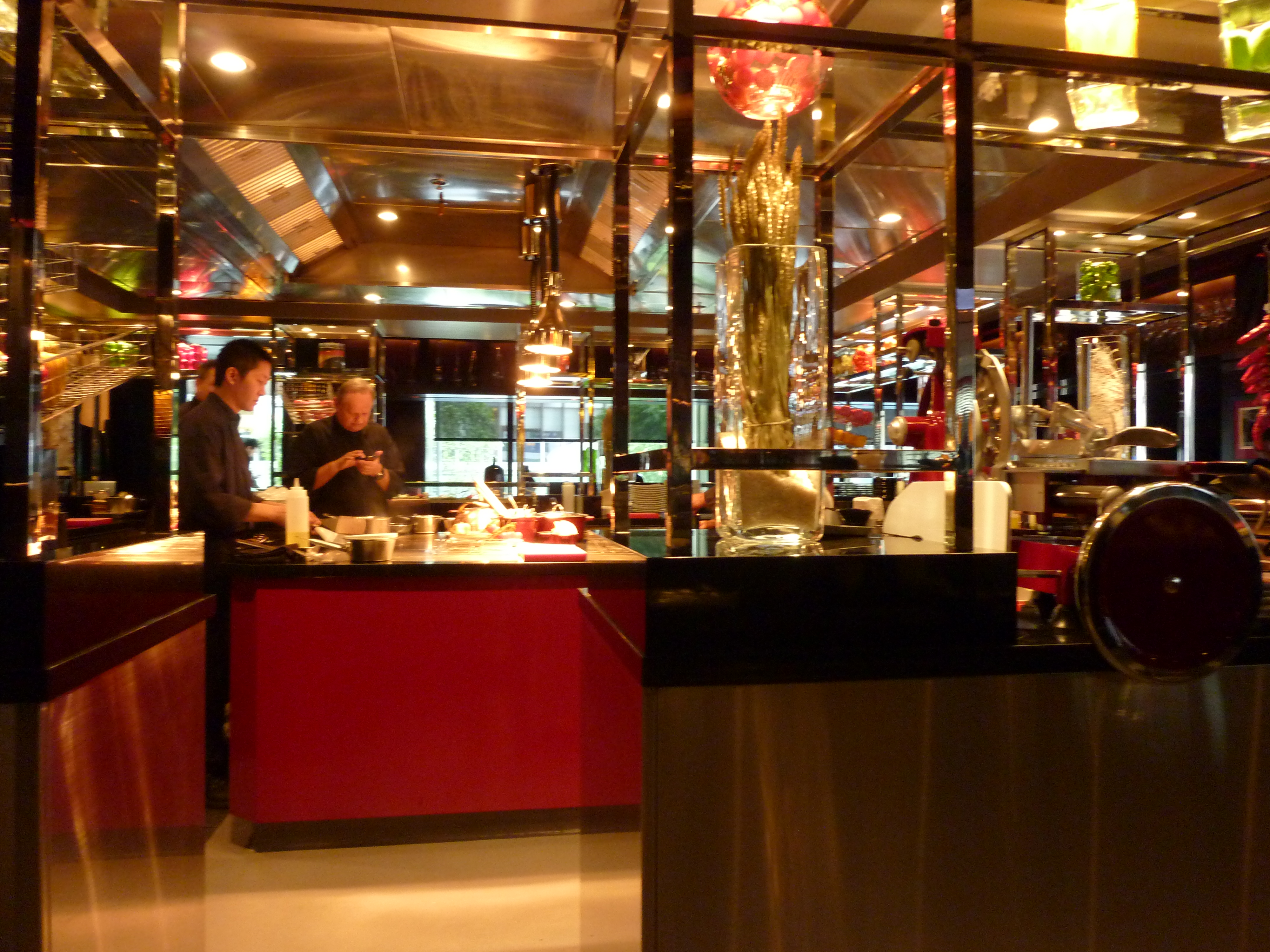
Hongkong
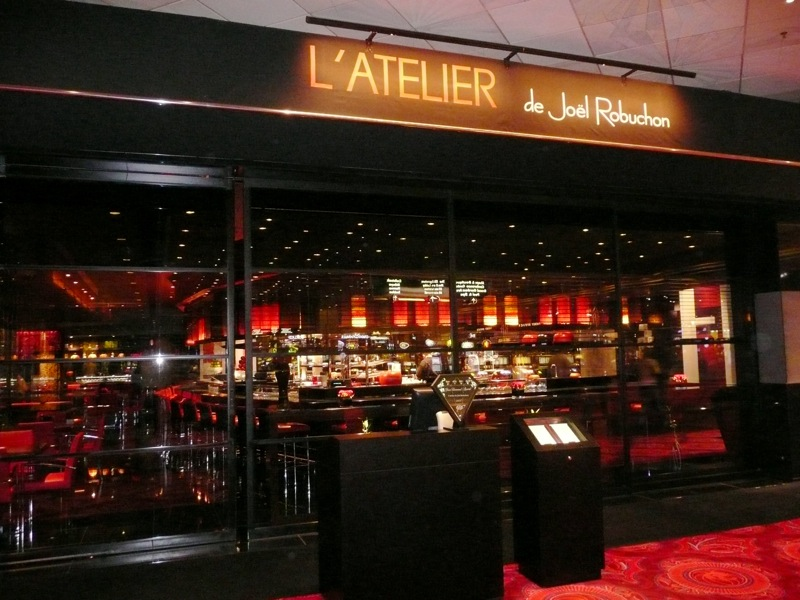
Las Vegas
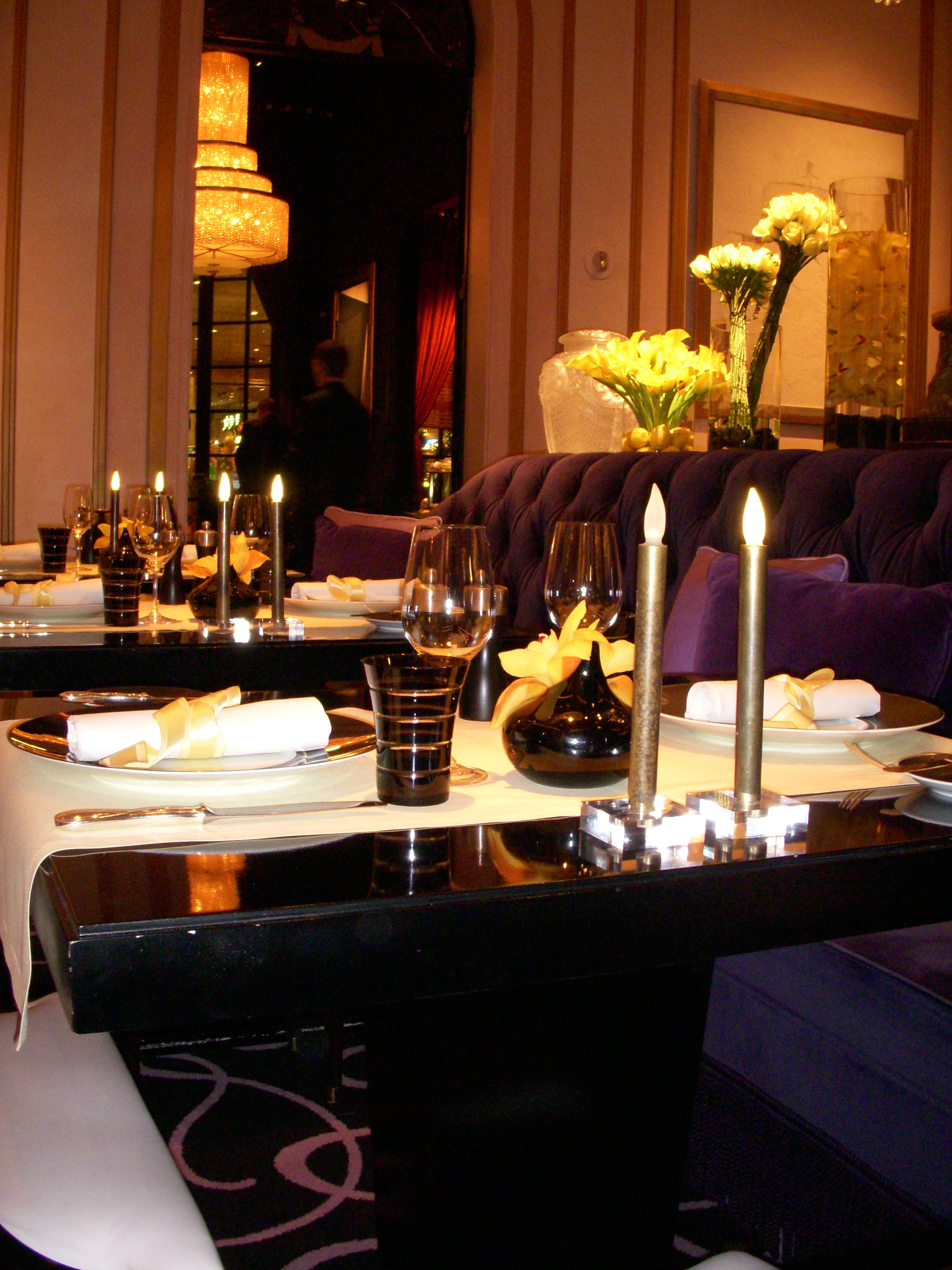
Las Vegas

Joël Robuchon által készített eredeti kulináris alkotások
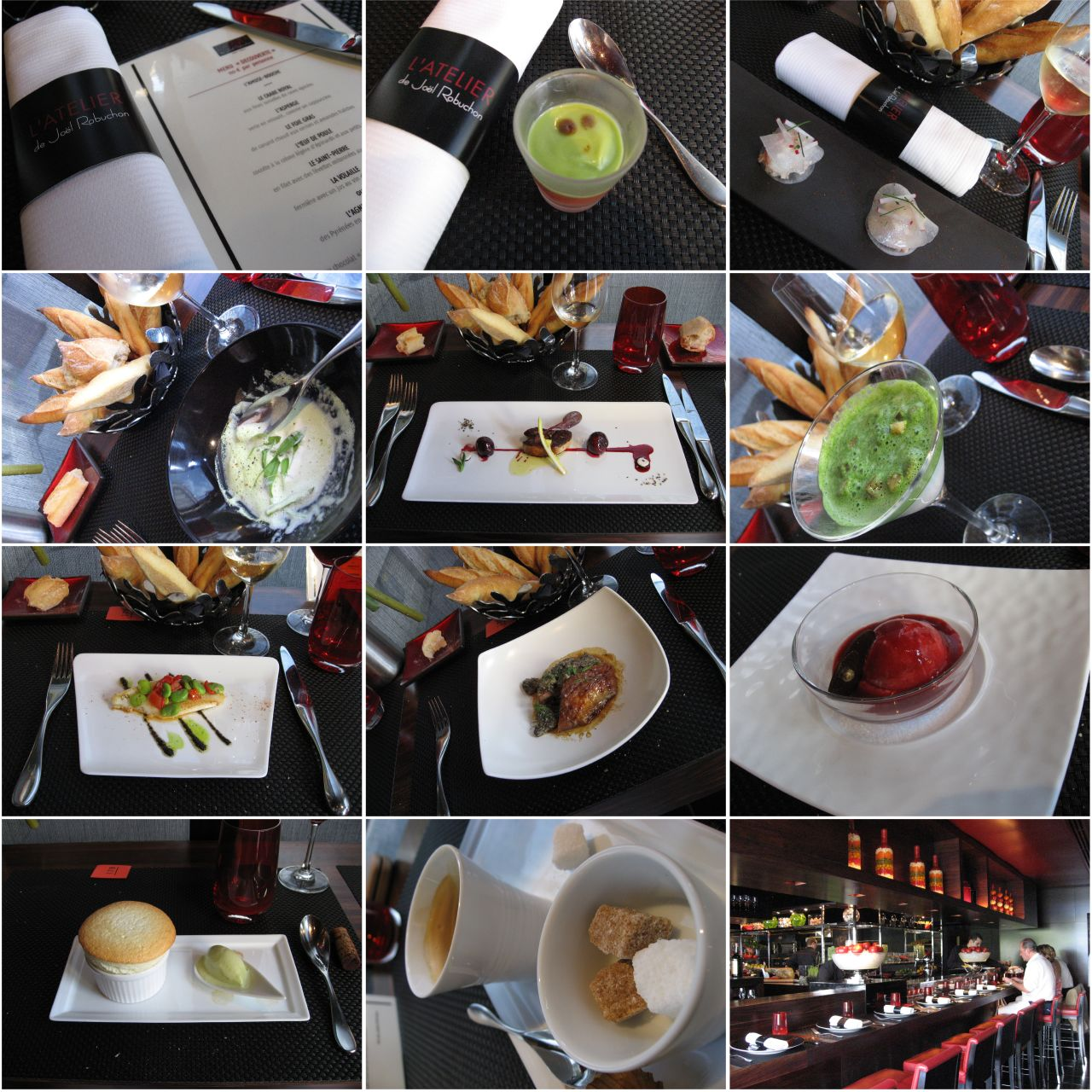
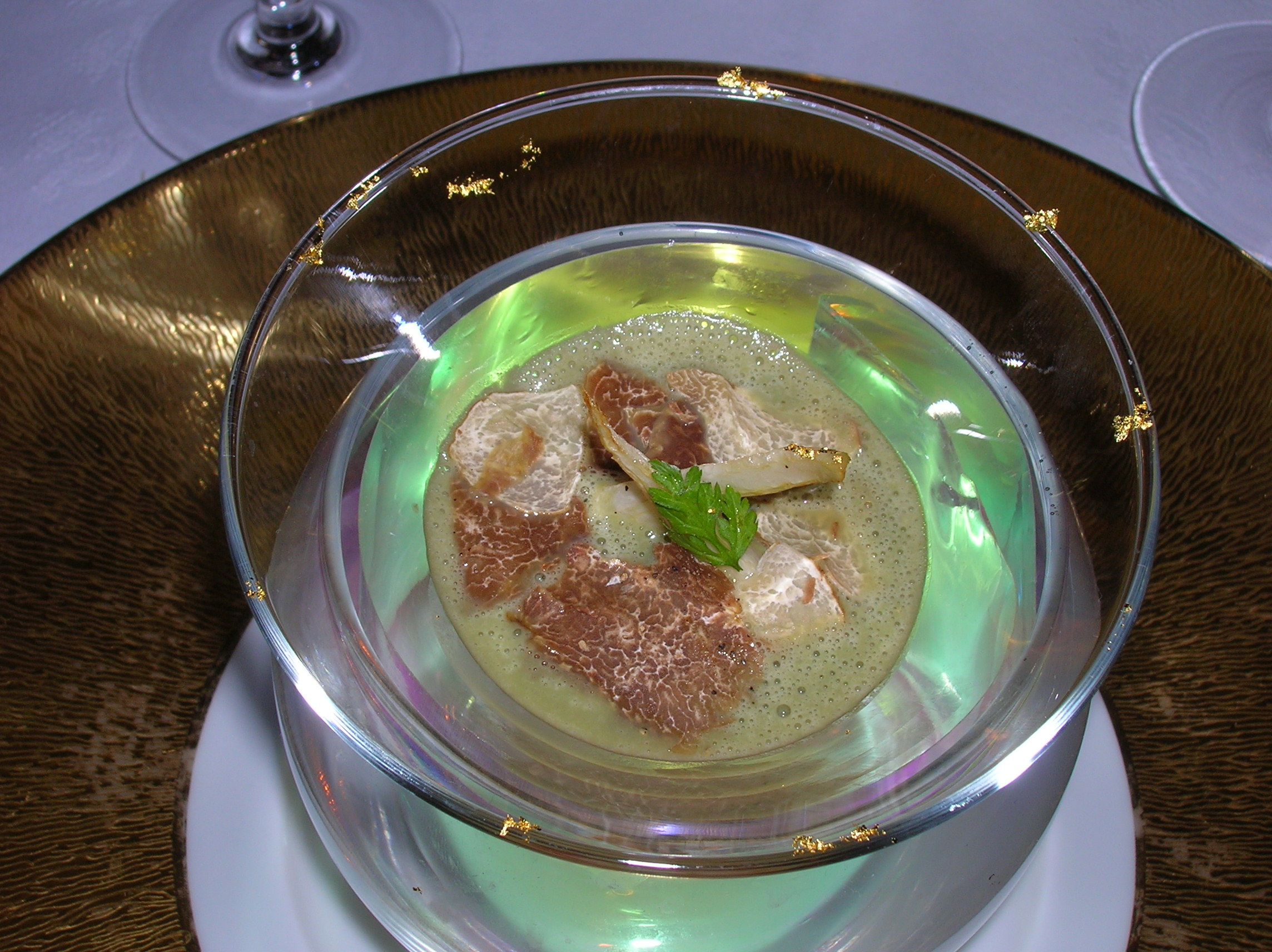
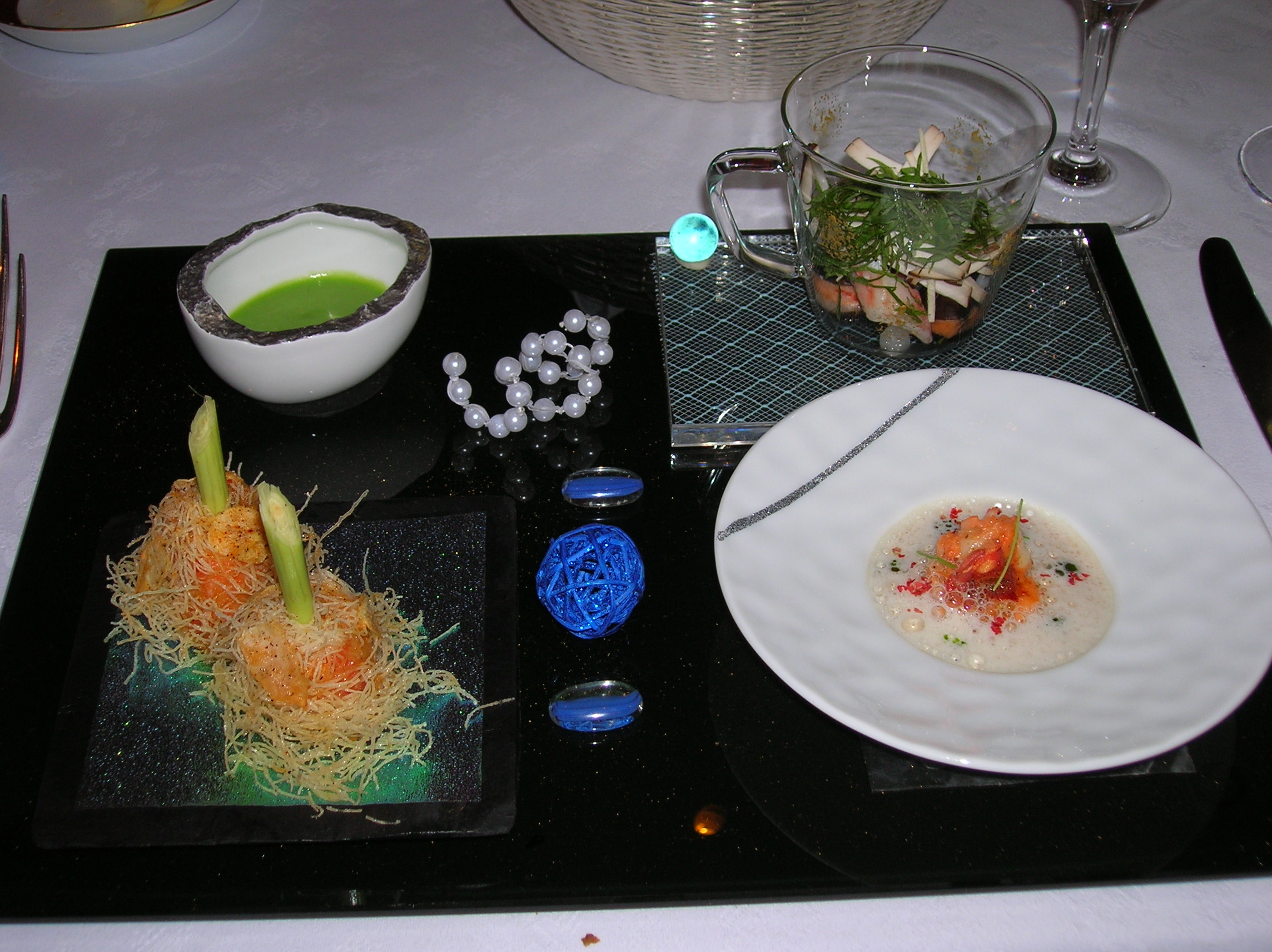
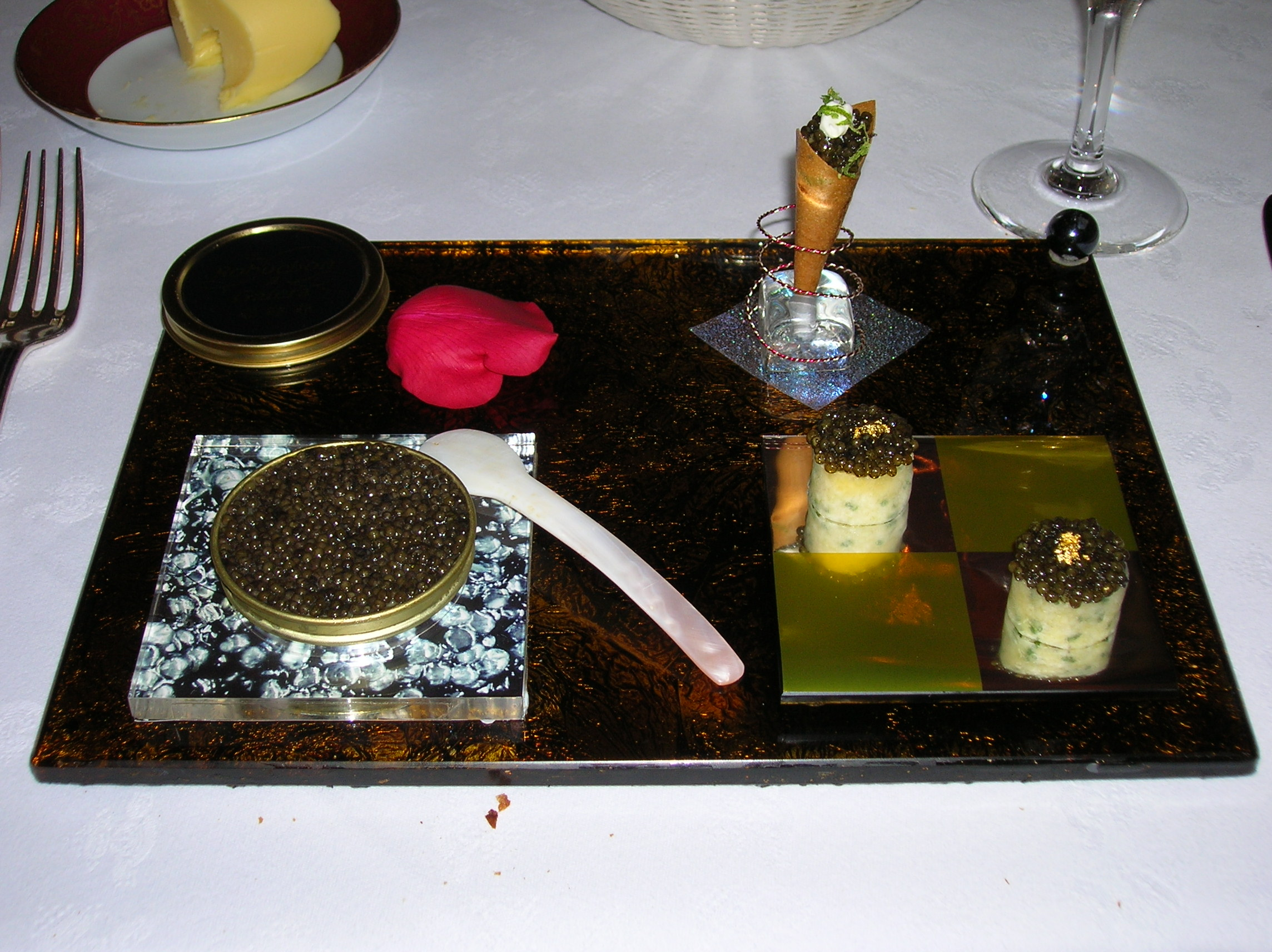
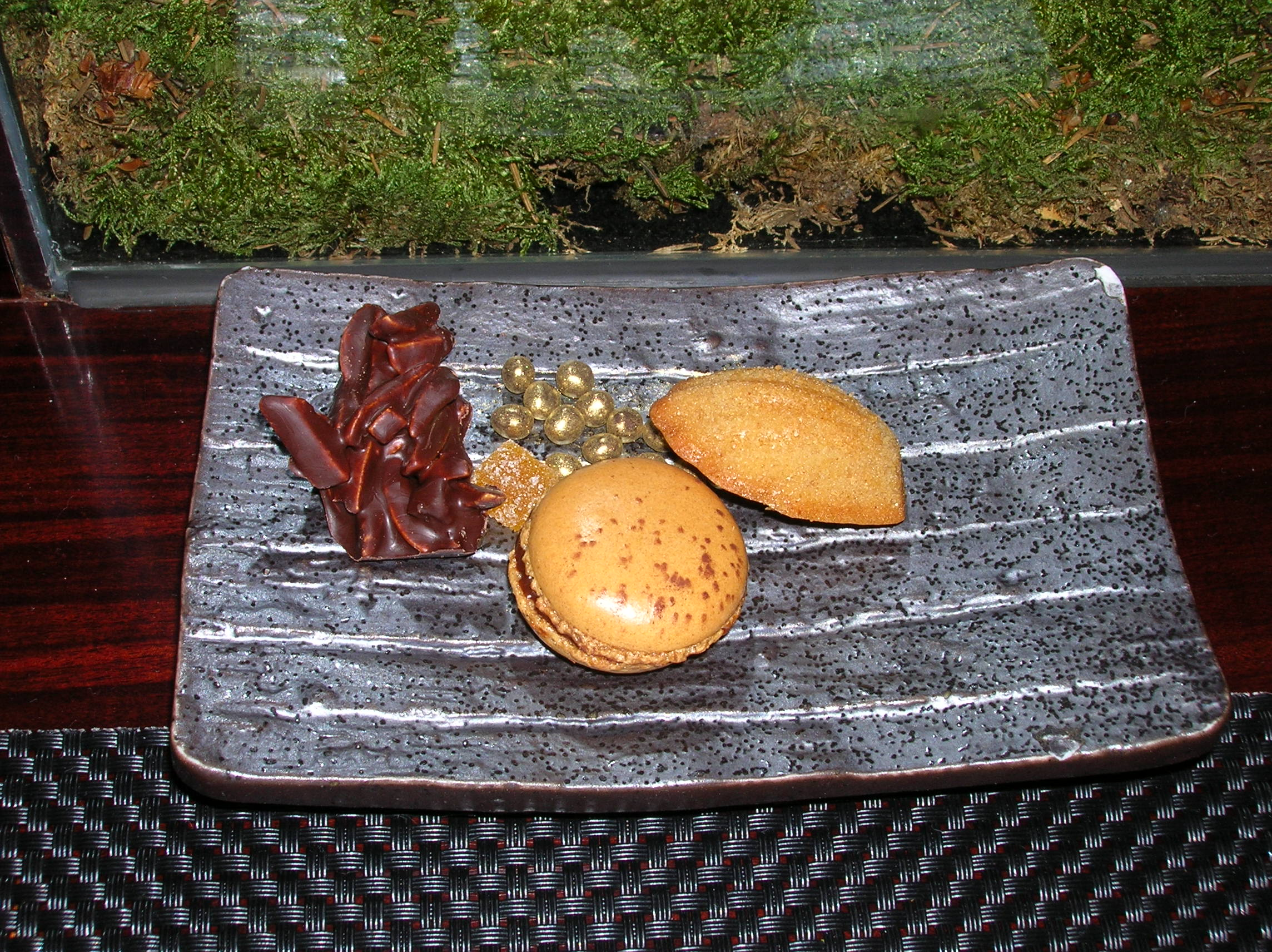
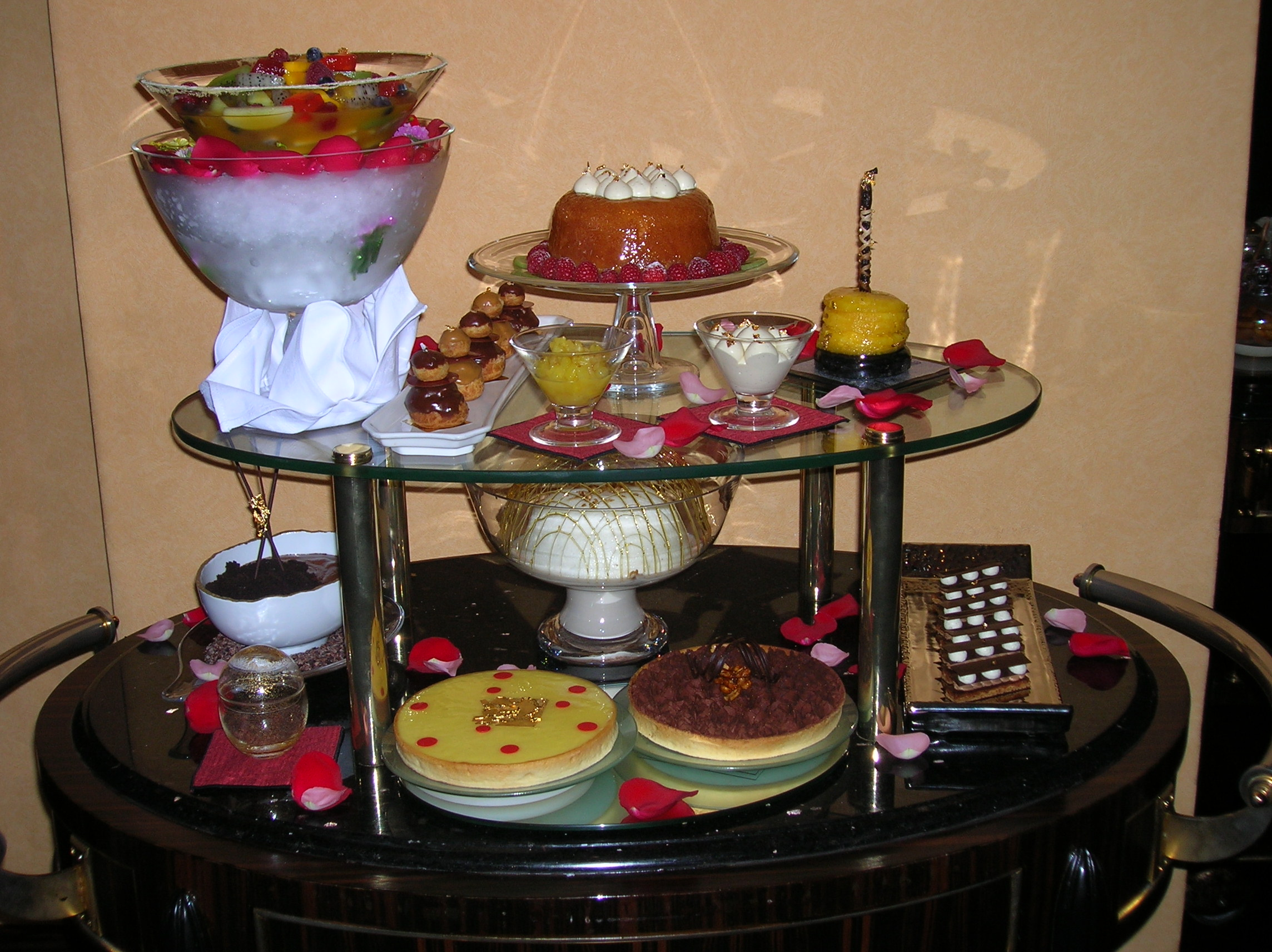

## Díjai, kitüntetései
- Best French Restaurant, Best Chef in Las Vegas, Las Vegas Life International Epicurean Awards[14]
- Rated "3 Stars", Las Vegas Michelin Guide[15]
- "Hot Tables", CondeNast Traveller
- Five-Star Award (2006–2011) Forbes Travel Guide
- Best French Restaurant in Las Vegas (2006–2010) Hotel Concierge Association.
- The Laurent Perrier Életműdíj (2009) – The S. Pellegrino World's 50 Best Restaurants 2009

## Könyvei
- Ma cuisine pour vous (1986, Párizs)
- Simply French (1991, New York)
- Recettes de grands chefs
- Recettes du terroir d'hier et d'aujourd'hui (1994, Párizs, J.-C. Lattès)
- Le Meilleur et le plus simple de la pomme de terre (1994, Párizs, R. Laffont)
- Le Carnet de route d'un compagnon cuisinier (1995)
- Le Meilleur et le plus simple de la France (1996, Párizs, Robert Laffont)
- Le Meilleur et le plus simple pour maigrir (1998, Párizs, Le Grand livre du mois)
- Le Meilleur et le plus simple de Robuchon (1999, Párizs, Librairie générale française)
- Les Dimanches de Joël Robuchon (1999, Párizs, Éd. du Chêne)
- Cuisinez comme un grand chef (Párizs, TF1, 3 kötet)
- Bon appétit bien sûr (4 kötet)
- L'Atelier de Joël Robuchon
- Tout Robuchon (2006, Párizs, Perrin)
- 155 recettes pour mincir et rester mince enfin! (2008, Issy-les-Moulineaux, Éd. A. Ducasse)
- Le Nouveau coaching minceur et bien-être (Patrick-Pierre Sabatier-vel és Véronique Rousseau-val közösen

### Magyarul
- Claire Joyes–Joël Robuchon–Jean-Bernard Naudin: Monet; ford. Tótfalusi Ágnes; Korona, Bp., 2003 (Művésztársaságban)